# Pontogeneia andrijaschevi
Pontogeneia andrijaschevi är en kräftdjursart som beskrevs av Gurjanova 1951. Pontogeneia andrijaschevi ingår i släktet Pontogeneia och familjen Eusiridae. Inga underarter finns listade i Catalogue of Life.